# Samuel Ajayi Crowther

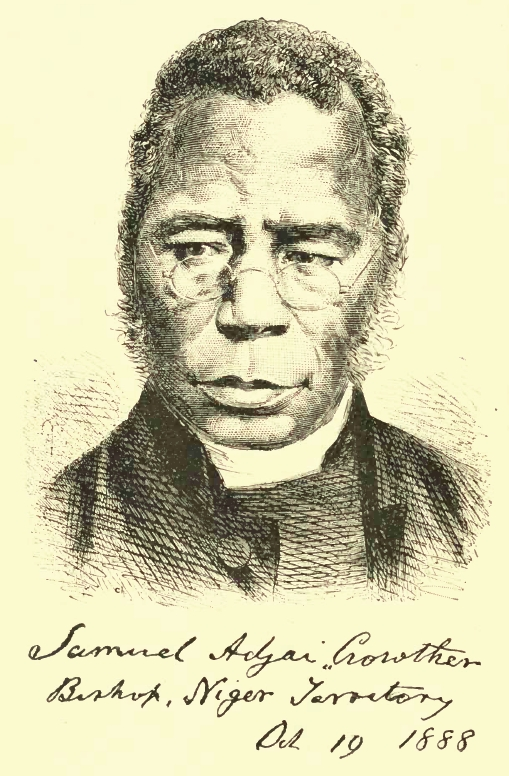
Bischof Samuel Ajayi Crowther, Zeichnung 1888

Samuel Ajayi Crowther/Samuel Àjàyí Crowther (* um 1809 in Òsogùn, Egba; † 31. Dezember 1891 in Lagos, heute: Nigeria) war ein yorubastämmiger Missionar, anglikanischer Bischof und Linguist während der britischen Kolonialzeit in Nigeria. Crowther war der erste Bischof der Anglikanischen Kirche schwarzafrikanischer Herkunft.

## Leben
Um 1822, als Ajayi etwa 13 Jahre alt war, wurde sein Heimatort Osogun im Yorubagebiet des heutigen Nigeria – wahrscheinlich von Muslimen aus Oyo und Angehörigen des Fulbe-Volkes – überfallen. Er wurde verschleppt und an portugiesische Sklavenhändler verkauft. Kurz zuvor hatten die Briten den Sklavenhandel verboten und begonnen, mit der Royal Navy Patrouillenfahrten zu unternehmen, um dieses Verbot auch auf Schiffen anderer Nationen durchzusetzen. Ein solches Schiff brachte das Sklavenschiff mit 189 Personen auf, wovon 102 bereits gestorben waren, auf dem sich auch Crowther befand. Es brachte ihn ebenso wie seine übriggebliebenen Mitgefangenen nach Freetown in der damaligen britischen Kolonie Sierra Leone. Er durchschritt das dortige Tor zum alten Kings Yard als freier Mann.
Dort wurde er von Missionaren der anglikanischen Church Mission Society erzogen, 1825 getauft und zum Geistlichen und Missionar ausgebildet. Bei der Taufe nahm er den Namen Samuel Crowther an. Er identifizierte sich sein Leben lang außer mit seiner Yorubaherkunft auch mit dem sierra-leonischen Kreolentum. 1826 reiste er nach England. Nach seiner Rückkehr nach Freetown 1827 besuchte er das gerade eröffnete Fourah Bay College (die heutige University of Sierra Leone), wo er Latein und Griechisch, aber auch die Sprache der sierra-leonischen Temne lernte. Später unterrichtete er an einer Schule und heiratete Susan Asano, eine getaufte, ehemalige Muslimin, die auf demselben Sklavenschiff wie er gewesen war. Sie blieben 50 Jahre verheiratet.
1841 nahm er erstmals an einer Missions-Expedition ins Hinterland des heutigen Nigeria teil. Der Versuch, dort eine ständige Präsenz zu etablieren, misslang jedoch und 40 von 45 europäischen Missionare starben an Malaria. Crowther verlegte seine Missionstätigkeit in die küstennahen Orte Badagry und Abeokuta. So begann Crowther eine Übersetzung der Bibel in seine Muttersprache Yoruba, erste Teile konnten 1850 erscheinen. 1865 wurde das Neue Testament fertig, in den 1880er Jahren schloss er die ganze Bibel ab. Bereits 1843 wurde eine Grammatik von ihm veröffentlicht, später folgte eine Yorubaversion des anglikanischen Book of Common Prayer und zuletzt ein Wörterbuch der Yorubasprache. 1857 veröffentlichte Crowther ein Lesebuch in der Sprache des nigerianischen Millionenvolkes der Igbo (veraltet Ibo) sowie 1860 eines in der Sprache der zentralnigerianischen Nupe. Außerdem verfasste er eine Grammatik und ein Wörterbuch in Nupe, die 1864 erschienen.
1843, nach Besuch des Seminars der Church Mission Society in London, wurde Crowther in London zum anglikanischen Priester ordiniert. Mit Henry Townsend und C. A. Gollmer missionierte er unter seiner Herkunftsethnie der Yorubas, wobei die Stadt Abeokuta sein Ausgangspunkt war. Henry Venn, der Generalsekretär der CMS, sandte ihn 1857 erneut nach Nigeria, um mit seinem Kollegen Reverend J. C. Taylor die Niger Mission zu gründen. 1861 wurde er in Canterbury zum ersten afrikanischen Bischof der Anglikanischen Küste ernannt. 1864 wurde ihm die neue Diözese West Africa Beyond the British Territories (deutsch: Westafrika hinter dem britischen Gebiet), die auch „Nigerfluss“ genannt wurde, zugewiesen.
Crowther war auch afrikanischer Nationalist und wehrte sich verschiedentlich gegen die Übergriffe der britischen Kolonialregierung in Nigeria und gegen die Vorstellung, dass die Verbreitung des Christentums britische Interessen in Nigeria befördern solle. Als ab 1880 das rassistische Überlegensheitgefühl der Briten wieder zunahm, wurden Afrikaner, insbesondere in Leitungsaufgaben, stärker kritisiert und auch ersetzt. 1890 klagten zwei europäische Missionare afrikanische Pastoren an, Betrug und Unmoral auszuüben oder zu dulden. Als Bischof sei Crowther verantwortlich für diese unchristlichen Praktiken. 1890, etwas mehr als ein Jahr vor seinem Tod, wurde er von Weissen aus der Niger Mission gedrängt und trat aus Protest zurück, und er gab auch seinen Posten als Bischof am Niger enttäuscht auf, worauf ein Brite sein Amt übernahm. Er starb am 31. Dezember 1891 an einem Schlaganfall.

## Ehrungen und Rezeption
Die 2005 gegründete private Ajayi Crowther University wurde nach ihm benannt. Sie befindet sich in der nigerianischen Stadt Oyo.
Der Roman "Yorùbá Boy Running" von Biyi Bándélé schildert das Leben von Crowther.

## Schriften
- Journals of the Rev. James Frederick Schön and Mr. Samuel Crowther, who, with the Sanction of Her Majesty's Government, accompanied the Expedition up the Niger, in 1841, in Behalf of the Church Missionary Society, London 1842 (Digitalisat).
- mit James Frederick Schön und William Russell Bascom: Journals of the Rev. James Frederick Schön and Mr. Samuel Crowther: Who, Accompanied the Expedition Up the Niger, in 1841, in Behalf of the Church Missionary Society, Hatchard und Sohn, London 1842.
- Iwe Adua Yoruba. A Selection from the Book of Common Prayer, According to the Use of the United Church of England and Ireland. Translated into Yoruba for the Use of the Native Christians of that Nation, London: Church Missionary Society 1850 (Digitalisat).
- The gospel according to St. Luke, the acts of the apostles, with the epistles of St. James and St. Peter. Translated into Yoruba, for the Use of the Native Christians of that Nation. Lucas evangelista, London 1851.
- A Grammar and Vocabulary of the Yoruba Language, Seeleys, London 1852.
- The Gospel according to St. Matthew, translated into Yoruba, London 1853.
- Journal of an Expedition up the Niger and Tshadda Rivers in 1854. Undertaken by Macgregor Laird in Connection with the British Government in 1854, Church Missionary House, London 1855; und library of African studies. Missionary Researches and Travels, no. 15, 1970.
- The gospel on the Banks of the Niger. Journals and Notices of the Native Missionaries Accompanying the Niger expedition of 1857–1859, Church Missionary House, London 1859.
- A charge delivered on the banks of the river Niger in West Africa, Seeley, Jackson & Halliday, London 1866.
- Niger mission: Bishop Crowther’s report of the overland journey from Lokoja to Bida, on the River Niger: and thence to Lagos, on the sea coast, from November 10th, 1871 to February 8th, 1872, Church Missionary House, London 1872.
- The Slave Boy Who Became the Bishop of Niger, F. H. Revell, New York und Chicago 1889.
- Experiences with Pagans and Mohammedans in West Africa, Society for Promoting Christian Knowledge, London 1892.
- mit John Christopher Taylor: The gospel on the banks of the Niger: journals and notices of the native missionaries accompanying the Niger Expedition of 1857-1859, Dawsons, London 1968.